# Arto Tiainen
Arto Kasperi Tiainen (* 5. September 1930 in Savonlinna; † 21. September 1998 in Mikkeli) war ein finnischer Skilangläufer.

## Werdegang
Tiainen, der für den Mikkelin Hiihtäjät startete, trat international erstmals bei den Olympischen Winterspielen 1956 in Cortina d’Ampezzo in Erscheinung. Dort belegte er den 26. Platz über 15 km. Bei den Nordischen Skiweltmeisterschaften 1958 in Lahti gewann er die Bronzemedaille mit der Staffel. Zudem errang er den 12. Platz über 15 km, den fünften Platz über 30 km und den vierten Platz über 50 km. Im folgenden Jahr siegte er bei den Lahti Ski Games über 50 km und bei den Svenska Skidspelen über 30 km. Zudem wurde er bei den Svenska Skidspelen Zweiter mit der Staffel. und Zweiter über 15 km bei den Lahti Ski Games. Bei den Olympischen Winterspielen 1960 in Squaw Valley kam er auf den 18. Platz über 30 km. Im März 1960 gewann er wie im Vorjahr bei den Lahti Ski Games den 50-km-Lauf.
Bei den Nordischen Skiweltmeisterschaften 1962 in Zakopane wurde Tiainen Vierter über 50 km. Anfang März 1963 wurde er bei den Lahti Ski Games Zweiter über 15 km. Im Jahr 1964 errang er bei den Svenska Skidspelen den dritten Platz über 30 km. Bei den Olympischen Winterspielen 1964 in Innsbruck holte er die Bronzemedaille über 50 km und die Silbermedaille mit der Staffel. Außerdem kam er dort auf den 13. Platz über 15 km. In den Jahren 1964 und 1965 gewann er den 50-km-Lauf beim Holmenkollen Skifestival. Dafür wurde er im Jahr 1965 mit der Holmenkollen-Medaille ausgezeichnet. Im folgenden Jahr holte er beim Holmenkollen-Skifestival und zugleich Weltmeisterschaften in Oslo die Silbermedaille über 50 km. Auch im folgenden Jahr wurde er Zweiter beim Holmenkollen-Skifestival im 50-km-Lauf. In seiner letzten aktiven Saison 1968 belegte er bei den Olympischen Winterspielen 1968 in Grenoble den 16. Rang über 30 km. Sein letztes Rennen absolvierte er im März 1968 beim Holmenkollen-Skifestival über 50 km, das er auf dem vierten Platz beendete.
Bei finnischen Meisterschaften siegte Tiainen viermal über 50 km (1960, 1962, 1963, 1968), dreimal über 30 km (1960, 1961, 1963), dreimal mit der Staffel (1957, 1962, 1965) und einmal über 15 km (1958). Während und nach seiner Skilanglaufkarriere arbeitete er als Polizist in Kuopio und Mikkeli. Von 1968 bis 1972 war er Nationaltrainer der finnischen Skilanglauf-Mannschaft. Außerdem war er im Jahr 1970 für die Sozialdemokratische Partei Finnlands zwei Monate Mitglied des Finnischen Parlamentes.